# Хачатурян Андрій Володимирович
Андрій Володимирович Хачатурян (біл. Андрэй Уладзіміравіч Хачатуран, вірм. Անդրեյ Խաչատուրյան; нар. 2 вересня 1987, Мінськ, Білоруська РСР) — білоруський футболіст вірменського походження, півзахисник клубу «Торпедо-БелАЗ».

## Клубна кар'єра

### Мінськ
Вихованець мінської школи «Зміна», у дорослій команді якої розпочав професіональну кар'єру (згодом колектив змінив назву на «Мінськ»). У січні 2010 року підписав контракт з борисовським БАТЕ, але медогляд виявив проблеми, через що гравець повернувся в мінський клуб. У серпні 2010 року перейшов до сочинської «Жемчужини», а в наступному сезоні знову став гравцем «Мінська».

### «Шахтар»
У вересні 2011 року як вільний агент перейшов до солігорського «Шахтаря», де швидко став основним півзахисником. На початку 2012 року його використовували на позиції правого захисника, а згодом розпочав грати на позиції опорного півзахисника. У червні 2013 року був серйозно травмований, повернувся на поле лише в жовтні того ж року. У січні 2014 року перейшов у «Шахтар» з вимогами щодо оплати лікування травм.

### «Німан»
Потім спробував працевлаштуватися в російські «Балтику» та «Уфу», але в обох випадках сторони не змогли домовитися щодо контракту. Як наслідок, у березні 2014 року він став гравцем гродненського «Німану». Сезон 2014 року розпочав в опорній зоні, але незабаром переведений на позицію правого півзахисника. Став одним з лідерів гродненського клубу, але в червні 2014 року отримав травму, через яку вибув до завершення сезону. У січні 2015 року контракт з «Німаном» було розірвано.
У січні 2015 року побував на перегляді в молдовській «Дачії», але до підписання контракту справа так і не дійшла. Російський «Сокіл» та різні білоруські клуби також цікавилися Андрієм. У підсумку гравець повернувся до гродненського «Німану», з яким у березні 2015 року підписав новий контракт.
У другій половині квітня не грав через травму, а згодом повернувся на поле й став одним із ключових гравців гродненців. Через відсутність належної кількості гравців іноді починав виступати нападником. У травні 2015 року визнаний вболівальниками клубу найкращим футболістом «Німана».
У червні 2015 року, наприкінці терміну дії контракту, Хачатуряну не вдалося домовитись з «Німаном» про його продовження (через фінансові причини) й залишив клуб.

### «Торпедо-БелАЗ»
Після виходу з «Німана» деякий час підтримував форму з першоліговою «Іслоччю». 10 липня 2015 року підписав контракт із жодинським «Торпедо-БелАЗом». Як гравець жоденців закріпився на позиції центрального півзахисника.
У січні 2016 року після закінчення контракту залишив жодинський клуб, маючи намір знайти роботу за кордоном.

### «Білшина»
У січні 2016 року приєднався до «Білшини». Розглядався як основний гравець бобруйської команди, але на початку сезону отримав травму, через яку пропустив майже весь квітень, а згодом повернувся на поле. У червні 2016 року розірвав контракт з «Білшиною» і незабаром знову приєднався до «Торпедо-БелАЗу».

### Повернення у «Торпедо-БелАЗ»
У складі «Торпедо-БелАЗ» у другій половині сезону 2016 року став основним центральним півзахисником, виступав у Лізі Європи. У січні 2017 року продовжив контракт з «автозаводцями». У 2017 році зарекомендував себе як один з лідерів команди, провівши 27 матчів у чемпіонаті Білорусі. У листопаді 2017 року підписав новий дворічний контракт з «Торпедо-БелАЗом».
Першу половину 2018 року пропустив через травму. Повернувся на поле в серпні й незабаром відвоював своє місце в стартовому складі. У 2019 році став капітаном «Торпедо-БелАЗа». У 2020 році відзначився шістьма голами у Вищій лізі та віддав шість гольових передач, що допомогло команді виграти бронзові медалі чемпіонату.
У січні 2021 року продовжив контракт з жодинським клубом.

## Кар'єра в збірній
Виступав за юнацьку збірну Білорусі (U-19). 15 серпня 2012 року дебютував за національну збірну у товариському матчі проти Вірменії. Після лютого 2013 року за збірну не грав, знову отримав виклик до національної команди на матч у вересні 2020 року.

## Досягнення
- Білоруська футбольна вища ліга
  -  Срібний призер (3): 2011, 2012, 2013
  -  Бронзовий призер (1): 2020

- Перша ліга Білорусі
  -  Чемпіон (2): 2006, 2008

- Друга ліга Білорусі
  -  Чемпіон (1): 2004

- У списку 22-ох найкращих футболістів чемпіонату Білорусі: 2012

## Статистика виступів

### Клубна
| Сезон    | Дивізіон | Клуб             | Країна   | Матчі | Голи |
| -------- | -------- | ---------------- | -------- | ----- | ---- |
| 2004     | Д3       | «Зміна»          | Білорусь | 7     | 2    |
| 2005     | Д2       | «Зміна»          | Білорусь | 30    | 4    |
| 2006     | Д2       | «Мінськ»         | Білорусь | 24    | 3    |
| 2007     | Д1       | «Мінськ»         | Білорусь | 19    | 1    |
| 2008     | Д2       | «Мінськ»         | Білорусь | 16    | 3    |
| 2009     | Д1       | «Мінськ»         | Білорусь | 26    | 4    |
| 2010 (1) | Д1       | «Мінськ»         | Білорусь | 20    | 2    |
| 2010 (2) | Д2       | «Жемчужина-Сочі» | Росія    | 13    | 0    |
| 2011 (1) | Д1       | «Мінськ»         | Білорусь | 16    | 3    |
| 2011 (2) | Д1       | «Шахтар»         | Білорусь | 9     | 2    |
| 2012     | Д1       | «Шахтар»         | Білорусь | 24    | 5    |
| 2013     | Д1       | «Шахтар»         | Білорусь | 18    | 0    |
| 2014     | Д1       | «Німан»          | Білорусь | 13    | 1    |
| 2015 (1) | Д1       | «Німан»          | Білорусь | 7     | 0    |
| 2015 (2) | Д1       | «Торпедо-БелАЗ»  | Білорусь | 12    | 2    |
| 2016 (1) | Д1       | «Білшина»        | Білорусь | 5     | 0    |
| 2016 (2) | Д1       | «Торпедо-БелАЗ»  | Білорусь | 15    | 1    |
| 2017     | Д1       | «Торпедо-БелАЗ»  | Білорусь | 27    | 2    |
| 2018     | Д1       | «Торпедо-БелАЗ»  | Білорусь | 12    | 2    |
| 2019     | Д1       | «Торпедо-БелАЗ»  | Білорусь | 25    | 0    |
| 2020     | Д1       | «Торпедо-БелАЗ»  | Білорусь | 26    | 6    |

### У збірній
| Дата       | Місто   | Господарі | Результат | Гості     | Турнір                               | Голи | Примітки |
| ---------- | ------- | --------- | --------- | --------- | ------------------------------------ | ---- | -------- |
| 15-8-2012  | Єреван  | Вірменія  | 1 – 2     | Білорусь  | товариський матч                     | -    | 70'      |
| 6-2-2013   | Белек   | Угорщина  | 1 – 1     | Білорусь  | товариський матч                     | -    | 77'      |
| 4-9-2020   | Мінськ  | Білорусь  | 0 – 2     | Албанія   | Ліга націй УЄФА 2020-2021 - 1-й етап | -    | 46'      |
| 7-9-2020   | Алмати  | Казахстан | 1 – 2     | Білорусь  | Ліга націй УЄФА 2020-2021 - 1-й етап | -    |          |
| 7-10-2020  | Тбілісі | Грузія    | 1 – 0     | Білорусь  | Відбір до ЧЄ 2020                    | -    | 46'      |
| 11-10-2020 | Вільнюс | Литва     | 2 – 2     | Білорусь  | Ліга націй УЄФА 2020-2021 - 1-й етап | -    | 80'      |
| 14-10-2020 | Мінськ  | Білорусь  | 2 – 0     | Казахстан | Ліга націй УЄФА 2020-2021 - 1-й етап | -    | 47'      |
| 11-11-2020 | Плоєшті | Румунія   | 5 – 3     | Білорусь  | товариський матч                     | -    | 70'      |
| Усього     |         | Матчів    | 8         |           | Голів                                | 0    |          |

## Громадянська позиція
Після жорстокого придушення акцій протесту, спричинені масовими фальсифікаціями президентських виборів 2020 року, побиттям та тортурами затриманих протестуючих, Андрій та 92 інших білоруських футболісти засудили насильство в Білорусі.